# Major League Soccer de 2015
A Major League Soccer de 2015 foi a 103ª temporada de futebol sancionada pela FIFA nos Estados Unidos e no Canadá, a 37ª como primeira divisão nacional na América do Norte e a 20ª temporada da MLS. Nesta temporada duas equipes fizeram suas estreias, o Orlando City SC e o New York City FC.

## Mudanças estruturais de 2014 para 2015

### Franquias e realinhamento
Para a temporada de 2015 a MLS contará com a adição de duas franquias, New York City FC e Orlando City SC. O New York City FC será a segunda equipe da MLS na área metropolitana de Nova Iorque, bem como o primeiro com base na cidade de Nova Iorque. A equipe jogará sua temporada inaugural no Yankee Stadium). Orlando será um novo mercado para a MLS, que retorna à Flórida pela primeira vez desde que Miami e Tampa Bay encerraram suas atividades.
Enquanto a MLS adiciounou duas equipes, o campeonato também excluiu uma franquia, o Chivas USA , que jogava na região metropolitana de Los Angeles e dividia o estádio StubHub Center com o Los Angeles Galaxy. As cabras (apelido do Chivas) eram propriedade do clube mexicano Chivas Guadalajara, que vendeu o clube de volta à MLS em 2014. A MLS ainda planeja adicionar um segundo clube à área de Los Angeles em 2017.
Com a adição e subtração das equipas acima mencionadas, a temporada de 2015 vai ver um realinhamento das conferências leste e oeste da MLS, que terão cada uma 10 equipes: New York City FC e Orlando City SC irão se juntar ao Leste, enquanto Houston Dynamo e Sporting Kansas City irão se mover da conferência leste para a oeste.

### Televisão
A temporada de 2015 teve o lançamento de um novo contrato de direitos de televisão e da mídia dos Estados Unidos em Inglês com a ESPN e a Fox Sports e em língua espanhola com a Univision Deportes. O negócio dá continuidade ao relacionamento da MLS com a ESPN e a Univision, ao mesmo tempo que restabelece um com Fox Sports, que realizava a transmissão pelo canal até 2011. O negócio, formalmente anunciado em maio de 2014, vai ver as transmissões regulares semanais jogo em ESPN2 (domingo à tarde) e Fox Sports 1 (domingo à noite), assim como uma partida normal na sexta-feira, no período noturno, em UNIMAS e / ou Univision Deportes Rede. As redes vão compartilhar cobertura dos Playoffs da MLS Cup, enquanto ESPN e Fox irão alternar as coberturas em língua inglesa do MLS All-Star Game e da MLS Cup a cada ano. Como parte do acordo, as redes também irão compartilhar a cobertura da equipe nacional americana de futebol dos homens e das mulheres. 

## Estádios

### Estádios e localizações
| Chicago Fire | Colorado Rapids | Columbus Crew | D.C. United | FC Dallas | Houston Dynamo       |
| Toyota Park | Dick's Sporting Goods Park | Crew Stadium | RFK Memorial Stadium | Toyota Stadium | BBVA Compass Stadium |
| Capacidade: 20 000 | Capacidade: 18 086 | Capacidade: 20 145 | Capacidade: 19 467 | Capacidade: 21 193 | Capacidade: 22 000   |
| | | | | |                      |
| Los Angeles Galaxy | \| Chicago Fire Colorado Rapids Columbus Crew D.C. United FC Dallas Houston Dynamo Los Angeles Galaxy Montreal Impact New England Revolution New York City FC New York Red Bulls Orlando City SC Philadelphia Union Portland Timbers Real Salt Lake San José Earthquakes Seattle Sounders FC Sporting Kansas City Toronto FC Vancouver WhitecapsLocalizações das equipes da Major League Soccer de 2015. \| | \| Chicago Fire Colorado Rapids Columbus Crew D.C. United FC Dallas Houston Dynamo Los Angeles Galaxy Montreal Impact New England Revolution New York City FC New York Red Bulls Orlando City SC Philadelphia Union Portland Timbers Real Salt Lake San José Earthquakes Seattle Sounders FC Sporting Kansas City Toronto FC Vancouver WhitecapsLocalizações das equipes da Major League Soccer de 2015. \| | \| Chicago Fire Colorado Rapids Columbus Crew D.C. United FC Dallas Houston Dynamo Los Angeles Galaxy Montreal Impact New England Revolution New York City FC New York Red Bulls Orlando City SC Philadelphia Union Portland Timbers Real Salt Lake San José Earthquakes Seattle Sounders FC Sporting Kansas City Toronto FC Vancouver WhitecapsLocalizações das equipes da Major League Soccer de 2015. \| | \| Chicago Fire Colorado Rapids Columbus Crew D.C. United FC Dallas Houston Dynamo Los Angeles Galaxy Montreal Impact New England Revolution New York City FC New York Red Bulls Orlando City SC Philadelphia Union Portland Timbers Real Salt Lake San José Earthquakes Seattle Sounders FC Sporting Kansas City Toronto FC Vancouver WhitecapsLocalizações das equipes da Major League Soccer de 2015. \| | Montreal Impact      |
| StubHub Center | \| Chicago Fire Colorado Rapids Columbus Crew D.C. United FC Dallas Houston Dynamo Los Angeles Galaxy Montreal Impact New England Revolution New York City FC New York Red Bulls Orlando City SC Philadelphia Union Portland Timbers Real Salt Lake San José Earthquakes Seattle Sounders FC Sporting Kansas City Toronto FC Vancouver WhitecapsLocalizações das equipes da Major League Soccer de 2015. \| | \| Chicago Fire Colorado Rapids Columbus Crew D.C. United FC Dallas Houston Dynamo Los Angeles Galaxy Montreal Impact New England Revolution New York City FC New York Red Bulls Orlando City SC Philadelphia Union Portland Timbers Real Salt Lake San José Earthquakes Seattle Sounders FC Sporting Kansas City Toronto FC Vancouver WhitecapsLocalizações das equipes da Major League Soccer de 2015. \| | \| Chicago Fire Colorado Rapids Columbus Crew D.C. United FC Dallas Houston Dynamo Los Angeles Galaxy Montreal Impact New England Revolution New York City FC New York Red Bulls Orlando City SC Philadelphia Union Portland Timbers Real Salt Lake San José Earthquakes Seattle Sounders FC Sporting Kansas City Toronto FC Vancouver WhitecapsLocalizações das equipes da Major League Soccer de 2015. \| | \| Chicago Fire Colorado Rapids Columbus Crew D.C. United FC Dallas Houston Dynamo Los Angeles Galaxy Montreal Impact New England Revolution New York City FC New York Red Bulls Orlando City SC Philadelphia Union Portland Timbers Real Salt Lake San José Earthquakes Seattle Sounders FC Sporting Kansas City Toronto FC Vancouver WhitecapsLocalizações das equipes da Major League Soccer de 2015. \| | Saputo Stadium       |
| Capacidade: 27 000 | \| Chicago Fire Colorado Rapids Columbus Crew D.C. United FC Dallas Houston Dynamo Los Angeles Galaxy Montreal Impact New England Revolution New York City FC New York Red Bulls Orlando City SC Philadelphia Union Portland Timbers Real Salt Lake San José Earthquakes Seattle Sounders FC Sporting Kansas City Toronto FC Vancouver WhitecapsLocalizações das equipes da Major League Soccer de 2015. \| | \| Chicago Fire Colorado Rapids Columbus Crew D.C. United FC Dallas Houston Dynamo Los Angeles Galaxy Montreal Impact New England Revolution New York City FC New York Red Bulls Orlando City SC Philadelphia Union Portland Timbers Real Salt Lake San José Earthquakes Seattle Sounders FC Sporting Kansas City Toronto FC Vancouver WhitecapsLocalizações das equipes da Major League Soccer de 2015. \| | \| Chicago Fire Colorado Rapids Columbus Crew D.C. United FC Dallas Houston Dynamo Los Angeles Galaxy Montreal Impact New England Revolution New York City FC New York Red Bulls Orlando City SC Philadelphia Union Portland Timbers Real Salt Lake San José Earthquakes Seattle Sounders FC Sporting Kansas City Toronto FC Vancouver WhitecapsLocalizações das equipes da Major League Soccer de 2015. \| | \| Chicago Fire Colorado Rapids Columbus Crew D.C. United FC Dallas Houston Dynamo Los Angeles Galaxy Montreal Impact New England Revolution New York City FC New York Red Bulls Orlando City SC Philadelphia Union Portland Timbers Real Salt Lake San José Earthquakes Seattle Sounders FC Sporting Kansas City Toronto FC Vancouver WhitecapsLocalizações das equipes da Major League Soccer de 2015. \| | Capacidade: 20 801   |
| | \| Chicago Fire Colorado Rapids Columbus Crew D.C. United FC Dallas Houston Dynamo Los Angeles Galaxy Montreal Impact New England Revolution New York City FC New York Red Bulls Orlando City SC Philadelphia Union Portland Timbers Real Salt Lake San José Earthquakes Seattle Sounders FC Sporting Kansas City Toronto FC Vancouver WhitecapsLocalizações das equipes da Major League Soccer de 2015. \| | \| Chicago Fire Colorado Rapids Columbus Crew D.C. United FC Dallas Houston Dynamo Los Angeles Galaxy Montreal Impact New England Revolution New York City FC New York Red Bulls Orlando City SC Philadelphia Union Portland Timbers Real Salt Lake San José Earthquakes Seattle Sounders FC Sporting Kansas City Toronto FC Vancouver WhitecapsLocalizações das equipes da Major League Soccer de 2015. \| | \| Chicago Fire Colorado Rapids Columbus Crew D.C. United FC Dallas Houston Dynamo Los Angeles Galaxy Montreal Impact New England Revolution New York City FC New York Red Bulls Orlando City SC Philadelphia Union Portland Timbers Real Salt Lake San José Earthquakes Seattle Sounders FC Sporting Kansas City Toronto FC Vancouver WhitecapsLocalizações das equipes da Major League Soccer de 2015. \| | \| Chicago Fire Colorado Rapids Columbus Crew D.C. United FC Dallas Houston Dynamo Los Angeles Galaxy Montreal Impact New England Revolution New York City FC New York Red Bulls Orlando City SC Philadelphia Union Portland Timbers Real Salt Lake San José Earthquakes Seattle Sounders FC Sporting Kansas City Toronto FC Vancouver WhitecapsLocalizações das equipes da Major League Soccer de 2015. \| |                      |
| New England Revolution | \| Chicago Fire Colorado Rapids Columbus Crew D.C. United FC Dallas Houston Dynamo Los Angeles Galaxy Montreal Impact New England Revolution New York City FC New York Red Bulls Orlando City SC Philadelphia Union Portland Timbers Real Salt Lake San José Earthquakes Seattle Sounders FC Sporting Kansas City Toronto FC Vancouver WhitecapsLocalizações das equipes da Major League Soccer de 2015. \| | \| Chicago Fire Colorado Rapids Columbus Crew D.C. United FC Dallas Houston Dynamo Los Angeles Galaxy Montreal Impact New England Revolution New York City FC New York Red Bulls Orlando City SC Philadelphia Union Portland Timbers Real Salt Lake San José Earthquakes Seattle Sounders FC Sporting Kansas City Toronto FC Vancouver WhitecapsLocalizações das equipes da Major League Soccer de 2015. \| | \| Chicago Fire Colorado Rapids Columbus Crew D.C. United FC Dallas Houston Dynamo Los Angeles Galaxy Montreal Impact New England Revolution New York City FC New York Red Bulls Orlando City SC Philadelphia Union Portland Timbers Real Salt Lake San José Earthquakes Seattle Sounders FC Sporting Kansas City Toronto FC Vancouver WhitecapsLocalizações das equipes da Major League Soccer de 2015. \| | \| Chicago Fire Colorado Rapids Columbus Crew D.C. United FC Dallas Houston Dynamo Los Angeles Galaxy Montreal Impact New England Revolution New York City FC New York Red Bulls Orlando City SC Philadelphia Union Portland Timbers Real Salt Lake San José Earthquakes Seattle Sounders FC Sporting Kansas City Toronto FC Vancouver WhitecapsLocalizações das equipes da Major League Soccer de 2015. \| | New York City FC     |
| Gillette Stadium | \| Chicago Fire Colorado Rapids Columbus Crew D.C. United FC Dallas Houston Dynamo Los Angeles Galaxy Montreal Impact New England Revolution New York City FC New York Red Bulls Orlando City SC Philadelphia Union Portland Timbers Real Salt Lake San José Earthquakes Seattle Sounders FC Sporting Kansas City Toronto FC Vancouver WhitecapsLocalizações das equipes da Major League Soccer de 2015. \| | \| Chicago Fire Colorado Rapids Columbus Crew D.C. United FC Dallas Houston Dynamo Los Angeles Galaxy Montreal Impact New England Revolution New York City FC New York Red Bulls Orlando City SC Philadelphia Union Portland Timbers Real Salt Lake San José Earthquakes Seattle Sounders FC Sporting Kansas City Toronto FC Vancouver WhitecapsLocalizações das equipes da Major League Soccer de 2015. \| | \| Chicago Fire Colorado Rapids Columbus Crew D.C. United FC Dallas Houston Dynamo Los Angeles Galaxy Montreal Impact New England Revolution New York City FC New York Red Bulls Orlando City SC Philadelphia Union Portland Timbers Real Salt Lake San José Earthquakes Seattle Sounders FC Sporting Kansas City Toronto FC Vancouver WhitecapsLocalizações das equipes da Major League Soccer de 2015. \| | \| Chicago Fire Colorado Rapids Columbus Crew D.C. United FC Dallas Houston Dynamo Los Angeles Galaxy Montreal Impact New England Revolution New York City FC New York Red Bulls Orlando City SC Philadelphia Union Portland Timbers Real Salt Lake San José Earthquakes Seattle Sounders FC Sporting Kansas City Toronto FC Vancouver WhitecapsLocalizações das equipes da Major League Soccer de 2015. \| | Yankee Stadium       |
| Capacidade: 22 385 | \| Chicago Fire Colorado Rapids Columbus Crew D.C. United FC Dallas Houston Dynamo Los Angeles Galaxy Montreal Impact New England Revolution New York City FC New York Red Bulls Orlando City SC Philadelphia Union Portland Timbers Real Salt Lake San José Earthquakes Seattle Sounders FC Sporting Kansas City Toronto FC Vancouver WhitecapsLocalizações das equipes da Major League Soccer de 2015. \| | \| Chicago Fire Colorado Rapids Columbus Crew D.C. United FC Dallas Houston Dynamo Los Angeles Galaxy Montreal Impact New England Revolution New York City FC New York Red Bulls Orlando City SC Philadelphia Union Portland Timbers Real Salt Lake San José Earthquakes Seattle Sounders FC Sporting Kansas City Toronto FC Vancouver WhitecapsLocalizações das equipes da Major League Soccer de 2015. \| | \| Chicago Fire Colorado Rapids Columbus Crew D.C. United FC Dallas Houston Dynamo Los Angeles Galaxy Montreal Impact New England Revolution New York City FC New York Red Bulls Orlando City SC Philadelphia Union Portland Timbers Real Salt Lake San José Earthquakes Seattle Sounders FC Sporting Kansas City Toronto FC Vancouver WhitecapsLocalizações das equipes da Major League Soccer de 2015. \| | \| Chicago Fire Colorado Rapids Columbus Crew D.C. United FC Dallas Houston Dynamo Los Angeles Galaxy Montreal Impact New England Revolution New York City FC New York Red Bulls Orlando City SC Philadelphia Union Portland Timbers Real Salt Lake San José Earthquakes Seattle Sounders FC Sporting Kansas City Toronto FC Vancouver WhitecapsLocalizações das equipes da Major League Soccer de 2015. \| | Capacidade: 49 642   |
| | \| Chicago Fire Colorado Rapids Columbus Crew D.C. United FC Dallas Houston Dynamo Los Angeles Galaxy Montreal Impact New England Revolution New York City FC New York Red Bulls Orlando City SC Philadelphia Union Portland Timbers Real Salt Lake San José Earthquakes Seattle Sounders FC Sporting Kansas City Toronto FC Vancouver WhitecapsLocalizações das equipes da Major League Soccer de 2015. \| | \| Chicago Fire Colorado Rapids Columbus Crew D.C. United FC Dallas Houston Dynamo Los Angeles Galaxy Montreal Impact New England Revolution New York City FC New York Red Bulls Orlando City SC Philadelphia Union Portland Timbers Real Salt Lake San José Earthquakes Seattle Sounders FC Sporting Kansas City Toronto FC Vancouver WhitecapsLocalizações das equipes da Major League Soccer de 2015. \| | \| Chicago Fire Colorado Rapids Columbus Crew D.C. United FC Dallas Houston Dynamo Los Angeles Galaxy Montreal Impact New England Revolution New York City FC New York Red Bulls Orlando City SC Philadelphia Union Portland Timbers Real Salt Lake San José Earthquakes Seattle Sounders FC Sporting Kansas City Toronto FC Vancouver WhitecapsLocalizações das equipes da Major League Soccer de 2015. \| | \| Chicago Fire Colorado Rapids Columbus Crew D.C. United FC Dallas Houston Dynamo Los Angeles Galaxy Montreal Impact New England Revolution New York City FC New York Red Bulls Orlando City SC Philadelphia Union Portland Timbers Real Salt Lake San José Earthquakes Seattle Sounders FC Sporting Kansas City Toronto FC Vancouver WhitecapsLocalizações das equipes da Major League Soccer de 2015. \| |                      |
| New York Red Bulls | \| Chicago Fire Colorado Rapids Columbus Crew D.C. United FC Dallas Houston Dynamo Los Angeles Galaxy Montreal Impact New England Revolution New York City FC New York Red Bulls Orlando City SC Philadelphia Union Portland Timbers Real Salt Lake San José Earthquakes Seattle Sounders FC Sporting Kansas City Toronto FC Vancouver WhitecapsLocalizações das equipes da Major League Soccer de 2015. \| | \| Chicago Fire Colorado Rapids Columbus Crew D.C. United FC Dallas Houston Dynamo Los Angeles Galaxy Montreal Impact New England Revolution New York City FC New York Red Bulls Orlando City SC Philadelphia Union Portland Timbers Real Salt Lake San José Earthquakes Seattle Sounders FC Sporting Kansas City Toronto FC Vancouver WhitecapsLocalizações das equipes da Major League Soccer de 2015. \| | \| Chicago Fire Colorado Rapids Columbus Crew D.C. United FC Dallas Houston Dynamo Los Angeles Galaxy Montreal Impact New England Revolution New York City FC New York Red Bulls Orlando City SC Philadelphia Union Portland Timbers Real Salt Lake San José Earthquakes Seattle Sounders FC Sporting Kansas City Toronto FC Vancouver WhitecapsLocalizações das equipes da Major League Soccer de 2015. \| | \| Chicago Fire Colorado Rapids Columbus Crew D.C. United FC Dallas Houston Dynamo Los Angeles Galaxy Montreal Impact New England Revolution New York City FC New York Red Bulls Orlando City SC Philadelphia Union Portland Timbers Real Salt Lake San José Earthquakes Seattle Sounders FC Sporting Kansas City Toronto FC Vancouver WhitecapsLocalizações das equipes da Major League Soccer de 2015. \| | Orlando City SC      |
| Red Bull Arena | \| Chicago Fire Colorado Rapids Columbus Crew D.C. United FC Dallas Houston Dynamo Los Angeles Galaxy Montreal Impact New England Revolution New York City FC New York Red Bulls Orlando City SC Philadelphia Union Portland Timbers Real Salt Lake San José Earthquakes Seattle Sounders FC Sporting Kansas City Toronto FC Vancouver WhitecapsLocalizações das equipes da Major League Soccer de 2015. \| | \| Chicago Fire Colorado Rapids Columbus Crew D.C. United FC Dallas Houston Dynamo Los Angeles Galaxy Montreal Impact New England Revolution New York City FC New York Red Bulls Orlando City SC Philadelphia Union Portland Timbers Real Salt Lake San José Earthquakes Seattle Sounders FC Sporting Kansas City Toronto FC Vancouver WhitecapsLocalizações das equipes da Major League Soccer de 2015. \| | \| Chicago Fire Colorado Rapids Columbus Crew D.C. United FC Dallas Houston Dynamo Los Angeles Galaxy Montreal Impact New England Revolution New York City FC New York Red Bulls Orlando City SC Philadelphia Union Portland Timbers Real Salt Lake San José Earthquakes Seattle Sounders FC Sporting Kansas City Toronto FC Vancouver WhitecapsLocalizações das equipes da Major League Soccer de 2015. \| | \| Chicago Fire Colorado Rapids Columbus Crew D.C. United FC Dallas Houston Dynamo Los Angeles Galaxy Montreal Impact New England Revolution New York City FC New York Red Bulls Orlando City SC Philadelphia Union Portland Timbers Real Salt Lake San José Earthquakes Seattle Sounders FC Sporting Kansas City Toronto FC Vancouver WhitecapsLocalizações das equipes da Major League Soccer de 2015. \| | Citrus Bowl          |
| Capacidade: 25 189 | \| Chicago Fire Colorado Rapids Columbus Crew D.C. United FC Dallas Houston Dynamo Los Angeles Galaxy Montreal Impact New England Revolution New York City FC New York Red Bulls Orlando City SC Philadelphia Union Portland Timbers Real Salt Lake San José Earthquakes Seattle Sounders FC Sporting Kansas City Toronto FC Vancouver WhitecapsLocalizações das equipes da Major League Soccer de 2015. \| | \| Chicago Fire Colorado Rapids Columbus Crew D.C. United FC Dallas Houston Dynamo Los Angeles Galaxy Montreal Impact New England Revolution New York City FC New York Red Bulls Orlando City SC Philadelphia Union Portland Timbers Real Salt Lake San José Earthquakes Seattle Sounders FC Sporting Kansas City Toronto FC Vancouver WhitecapsLocalizações das equipes da Major League Soccer de 2015. \| | \| Chicago Fire Colorado Rapids Columbus Crew D.C. United FC Dallas Houston Dynamo Los Angeles Galaxy Montreal Impact New England Revolution New York City FC New York Red Bulls Orlando City SC Philadelphia Union Portland Timbers Real Salt Lake San José Earthquakes Seattle Sounders FC Sporting Kansas City Toronto FC Vancouver WhitecapsLocalizações das equipes da Major League Soccer de 2015. \| | \| Chicago Fire Colorado Rapids Columbus Crew D.C. United FC Dallas Houston Dynamo Los Angeles Galaxy Montreal Impact New England Revolution New York City FC New York Red Bulls Orlando City SC Philadelphia Union Portland Timbers Real Salt Lake San José Earthquakes Seattle Sounders FC Sporting Kansas City Toronto FC Vancouver WhitecapsLocalizações das equipes da Major League Soccer de 2015. \| | Capacidade: 65 194   |
| | \| Chicago Fire Colorado Rapids Columbus Crew D.C. United FC Dallas Houston Dynamo Los Angeles Galaxy Montreal Impact New England Revolution New York City FC New York Red Bulls Orlando City SC Philadelphia Union Portland Timbers Real Salt Lake San José Earthquakes Seattle Sounders FC Sporting Kansas City Toronto FC Vancouver WhitecapsLocalizações das equipes da Major League Soccer de 2015. \| | \| Chicago Fire Colorado Rapids Columbus Crew D.C. United FC Dallas Houston Dynamo Los Angeles Galaxy Montreal Impact New England Revolution New York City FC New York Red Bulls Orlando City SC Philadelphia Union Portland Timbers Real Salt Lake San José Earthquakes Seattle Sounders FC Sporting Kansas City Toronto FC Vancouver WhitecapsLocalizações das equipes da Major League Soccer de 2015. \| | \| Chicago Fire Colorado Rapids Columbus Crew D.C. United FC Dallas Houston Dynamo Los Angeles Galaxy Montreal Impact New England Revolution New York City FC New York Red Bulls Orlando City SC Philadelphia Union Portland Timbers Real Salt Lake San José Earthquakes Seattle Sounders FC Sporting Kansas City Toronto FC Vancouver WhitecapsLocalizações das equipes da Major League Soccer de 2015. \| | \| Chicago Fire Colorado Rapids Columbus Crew D.C. United FC Dallas Houston Dynamo Los Angeles Galaxy Montreal Impact New England Revolution New York City FC New York Red Bulls Orlando City SC Philadelphia Union Portland Timbers Real Salt Lake San José Earthquakes Seattle Sounders FC Sporting Kansas City Toronto FC Vancouver WhitecapsLocalizações das equipes da Major League Soccer de 2015. \| |                      |
| Philadelphia Union | \| Chicago Fire Colorado Rapids Columbus Crew D.C. United FC Dallas Houston Dynamo Los Angeles Galaxy Montreal Impact New England Revolution New York City FC New York Red Bulls Orlando City SC Philadelphia Union Portland Timbers Real Salt Lake San José Earthquakes Seattle Sounders FC Sporting Kansas City Toronto FC Vancouver WhitecapsLocalizações das equipes da Major League Soccer de 2015. \| | \| Chicago Fire Colorado Rapids Columbus Crew D.C. United FC Dallas Houston Dynamo Los Angeles Galaxy Montreal Impact New England Revolution New York City FC New York Red Bulls Orlando City SC Philadelphia Union Portland Timbers Real Salt Lake San José Earthquakes Seattle Sounders FC Sporting Kansas City Toronto FC Vancouver WhitecapsLocalizações das equipes da Major League Soccer de 2015. \| | \| Chicago Fire Colorado Rapids Columbus Crew D.C. United FC Dallas Houston Dynamo Los Angeles Galaxy Montreal Impact New England Revolution New York City FC New York Red Bulls Orlando City SC Philadelphia Union Portland Timbers Real Salt Lake San José Earthquakes Seattle Sounders FC Sporting Kansas City Toronto FC Vancouver WhitecapsLocalizações das equipes da Major League Soccer de 2015. \| | \| Chicago Fire Colorado Rapids Columbus Crew D.C. United FC Dallas Houston Dynamo Los Angeles Galaxy Montreal Impact New England Revolution New York City FC New York Red Bulls Orlando City SC Philadelphia Union Portland Timbers Real Salt Lake San José Earthquakes Seattle Sounders FC Sporting Kansas City Toronto FC Vancouver WhitecapsLocalizações das equipes da Major League Soccer de 2015. \| | Portland Timbers     |
| PPL Park | \| Chicago Fire Colorado Rapids Columbus Crew D.C. United FC Dallas Houston Dynamo Los Angeles Galaxy Montreal Impact New England Revolution New York City FC New York Red Bulls Orlando City SC Philadelphia Union Portland Timbers Real Salt Lake San José Earthquakes Seattle Sounders FC Sporting Kansas City Toronto FC Vancouver WhitecapsLocalizações das equipes da Major League Soccer de 2015. \| | \| Chicago Fire Colorado Rapids Columbus Crew D.C. United FC Dallas Houston Dynamo Los Angeles Galaxy Montreal Impact New England Revolution New York City FC New York Red Bulls Orlando City SC Philadelphia Union Portland Timbers Real Salt Lake San José Earthquakes Seattle Sounders FC Sporting Kansas City Toronto FC Vancouver WhitecapsLocalizações das equipes da Major League Soccer de 2015. \| | \| Chicago Fire Colorado Rapids Columbus Crew D.C. United FC Dallas Houston Dynamo Los Angeles Galaxy Montreal Impact New England Revolution New York City FC New York Red Bulls Orlando City SC Philadelphia Union Portland Timbers Real Salt Lake San José Earthquakes Seattle Sounders FC Sporting Kansas City Toronto FC Vancouver WhitecapsLocalizações das equipes da Major League Soccer de 2015. \| | \| Chicago Fire Colorado Rapids Columbus Crew D.C. United FC Dallas Houston Dynamo Los Angeles Galaxy Montreal Impact New England Revolution New York City FC New York Red Bulls Orlando City SC Philadelphia Union Portland Timbers Real Salt Lake San José Earthquakes Seattle Sounders FC Sporting Kansas City Toronto FC Vancouver WhitecapsLocalizações das equipes da Major League Soccer de 2015. \| | Providence Park      |
| Capacidade: 18 500 | \| Chicago Fire Colorado Rapids Columbus Crew D.C. United FC Dallas Houston Dynamo Los Angeles Galaxy Montreal Impact New England Revolution New York City FC New York Red Bulls Orlando City SC Philadelphia Union Portland Timbers Real Salt Lake San José Earthquakes Seattle Sounders FC Sporting Kansas City Toronto FC Vancouver WhitecapsLocalizações das equipes da Major League Soccer de 2015. \| | \| Chicago Fire Colorado Rapids Columbus Crew D.C. United FC Dallas Houston Dynamo Los Angeles Galaxy Montreal Impact New England Revolution New York City FC New York Red Bulls Orlando City SC Philadelphia Union Portland Timbers Real Salt Lake San José Earthquakes Seattle Sounders FC Sporting Kansas City Toronto FC Vancouver WhitecapsLocalizações das equipes da Major League Soccer de 2015. \| | \| Chicago Fire Colorado Rapids Columbus Crew D.C. United FC Dallas Houston Dynamo Los Angeles Galaxy Montreal Impact New England Revolution New York City FC New York Red Bulls Orlando City SC Philadelphia Union Portland Timbers Real Salt Lake San José Earthquakes Seattle Sounders FC Sporting Kansas City Toronto FC Vancouver WhitecapsLocalizações das equipes da Major League Soccer de 2015. \| | \| Chicago Fire Colorado Rapids Columbus Crew D.C. United FC Dallas Houston Dynamo Los Angeles Galaxy Montreal Impact New England Revolution New York City FC New York Red Bulls Orlando City SC Philadelphia Union Portland Timbers Real Salt Lake San José Earthquakes Seattle Sounders FC Sporting Kansas City Toronto FC Vancouver WhitecapsLocalizações das equipes da Major League Soccer de 2015. \| | Capacidade: 20 438   |
| | \| Chicago Fire Colorado Rapids Columbus Crew D.C. United FC Dallas Houston Dynamo Los Angeles Galaxy Montreal Impact New England Revolution New York City FC New York Red Bulls Orlando City SC Philadelphia Union Portland Timbers Real Salt Lake San José Earthquakes Seattle Sounders FC Sporting Kansas City Toronto FC Vancouver WhitecapsLocalizações das equipes da Major League Soccer de 2015. \| | \| Chicago Fire Colorado Rapids Columbus Crew D.C. United FC Dallas Houston Dynamo Los Angeles Galaxy Montreal Impact New England Revolution New York City FC New York Red Bulls Orlando City SC Philadelphia Union Portland Timbers Real Salt Lake San José Earthquakes Seattle Sounders FC Sporting Kansas City Toronto FC Vancouver WhitecapsLocalizações das equipes da Major League Soccer de 2015. \| | \| Chicago Fire Colorado Rapids Columbus Crew D.C. United FC Dallas Houston Dynamo Los Angeles Galaxy Montreal Impact New England Revolution New York City FC New York Red Bulls Orlando City SC Philadelphia Union Portland Timbers Real Salt Lake San José Earthquakes Seattle Sounders FC Sporting Kansas City Toronto FC Vancouver WhitecapsLocalizações das equipes da Major League Soccer de 2015. \| | \| Chicago Fire Colorado Rapids Columbus Crew D.C. United FC Dallas Houston Dynamo Los Angeles Galaxy Montreal Impact New England Revolution New York City FC New York Red Bulls Orlando City SC Philadelphia Union Portland Timbers Real Salt Lake San José Earthquakes Seattle Sounders FC Sporting Kansas City Toronto FC Vancouver WhitecapsLocalizações das equipes da Major League Soccer de 2015. \| |                      |
| Real Salt Lake | San José Earthquakes | Seattle Sounders FC | Sporting Kansas City | Toronto FC | Vancouver Whitecaps  |
| Rio Tinto Stadium | Avaya Stadium | CenturyLink Field | Sporting Park | BMO Field | BC Place             |
| Capacidade: 20 213 | Capacidade: 18 000 | Capacidade: 67 000 | Capacidade: 18 467 | Capacidade: 30 000 | Capacidade: 54 320   |
| | | | | |                      |
| Chicago Fire Colorado Rapids Columbus Crew D.C. United FC Dallas Houston Dynamo Los Angeles Galaxy Montreal Impact New England Revolution New York City FC New York Red Bulls Orlando City SC Philadelphia Union Portland Timbers Real Salt Lake San José Earthquakes Seattle Sounders FC Sporting Kansas City Toronto FC Vancouver WhitecapsLocalizações das equipes da Major League Soccer de 2015. | | | | |                      |

## Classificação
- Atualizado com as partidas disputadas até 27 de outubro de 2015[3][4]

### Conferência Leste
| Pos | Equipes                | Pts | J  | V  | E | D  | GM | GS | SG  | PJ   | %    | Classificação                                   |
| --- | ---------------------- | --- | -- | -- | - | -- | -- | -- | --- | ---- | ---- | ----------------------------------------------- |
| 1   | New York Red Bulls     | 60  | 34 | 18 | 6 | 10 | 62 | 43 | +19 | 1,76 | 58,8 | Classificados às quartas de final dos Play-offs |
| 2   | Columbus Crew          | 53  | 34 | 15 | 8 | 11 | 58 | 53 | +5  | 1,56 | 52,0 | Classificados às quartas de final dos Play-offs |
| 3   | Montreal Impact        | 51  | 34 | 15 | 6 | 13 | 48 | 44 | +4  | 1,50 | 50,0 | Classificados às oitavas de final dos Play-offs |
| 4   | D.C. United            | 51  | 34 | 15 | 6 | 13 | 43 | 45 | –2  | 1,50 | 50,0 | Classificados às oitavas de final dos Play-offs |
| 5   | New England Revolution | 50  | 34 | 14 | 8 | 12 | 48 | 47 | +1  | 1,47 | 49,0 | Classificados às oitavas de final dos Play-offs |
| 6   | Toronto FC             | 49  | 34 | 15 | 4 | 15 | 58 | 58 | 0   | 1,44 | 48,0 | Classificados às oitavas de final dos Play-offs |
| 7   | Orlando City SC        | 44  | 34 | 12 | 8 | 14 | 46 | 56 | –10 | 1,29 | 43,1 |                                                 |
| 8   | New York City FC       | 37  | 34 | 10 | 7 | 17 | 49 | 58 | –9  | 1,09 | 36,3 |                                                 |
| 9   | Philadelphia Union     | 37  | 34 | 10 | 7 | 17 | 42 | 55 | –13 | 1,09 | 36,3 |                                                 |
| 10  | Chicago Fire           | 30  | 34 | 8  | 6 | 20 | 43 | 58 | –15 | 0,88 | 29,4 |                                                 |

### Conferência Oeste
| Pos | Equipes              | Pts | J  | V  | E  | D  | GM | GS | SG  | PJ   | %    | Classificação                                   |
| --- | -------------------- | --- | -- | -- | -- | -- | -- | -- | --- | ---- | ---- | ----------------------------------------------- |
| 1   | FC Dallas            | 60  | 34 | 18 | 6  | 10 | 52 | 39 | +13 | 1,76 | 58,8 | Classificados às quartas de final dos Play-offs |
| 2   | Vancouver Whitecaps  | 53  | 34 | 16 | 5  | 13 | 45 | 36 | +9  | 1,56 | 52,0 | Classificados às quartas de final dos Play-offs |
| 3   | Portland Timbers     | 53  | 34 | 15 | 8  | 11 | 41 | 39 | +2  | 1,56 | 52,0 | Classificados às oitavas de final dos Play-offs |
| 4   | Seattle Sounders FC  | 51  | 34 | 15 | 6  | 13 | 44 | 36 | +8  | 1,50 | 50,0 | Classificados às oitavas de final dos Play-offs |
| 5   | Los Angeles Galaxy   | 51  | 34 | 14 | 9  | 11 | 56 | 46 | +10 | 1,50 | 50,0 | Classificados às oitavas de final dos Play-offs |
| 6   | Sporting Kansas City | 51  | 34 | 14 | 9  | 11 | 48 | 45 | +3  | 1,50 | 50,0 | Classificados às oitavas de final dos Play-offs |
| 7   | San José Earthquakes | 47  | 34 | 13 | 8  | 13 | 41 | 39 | +2  | 1,38 | 46,1 |                                                 |
| 8   | Houston Dynamo       | 42  | 34 | 11 | 9  | 14 | 42 | 49 | –7  | 1,24 | 41,2 |                                                 |
| 9   | Real Salt Lake       | 41  | 34 | 11 | 8  | 15 | 38 | 48 | –10 | 1,21 | 40,2 |                                                 |
| 10  | Colorado Rapids      | 37  | 34 | 9  | 10 | 15 | 33 | 43 | –10 | 1,09 | 36,3 |                                                 |

### Temporada regular
| Pos | Equipes                | Pts | J  | V  | E  | D  | GM | GS | SG  | PJ   | %    | Classificação                                                                           |
| --- | ---------------------- | --- | -- | -- | -- | -- | -- | -- | --- | ---- | ---- | --------------------------------------------------------------------------------------- |
| 1   | New York Red Bulls     | 60  | 34 | 18 | 6  | 10 | 62 | 43 | +19 | 1,76 | 58,8 | Campeão da Supporters' Shield e classificado à Liga dos Campeões da CONCACAF de 2016–17 |
| 2   | FC Dallas              | 60  | 34 | 18 | 6  | 10 | 52 | 39 | +13 | 1,76 | 58,8 |                                                                                         |
| 3   | Vancouver Whitecaps    | 53  | 34 | 16 | 5  | 13 | 45 | 36 | +9  | 1,56 | 52,0 |                                                                                         |
| 4   | Columbus Crew          | 53  | 34 | 15 | 8  | 11 | 58 | 53 | +5  | 1,56 | 52,0 |                                                                                         |
| 5   | Portland Timbers       | 53  | 34 | 15 | 8  | 11 | 41 | 39 | +2  | 1,56 | 52,0 |                                                                                         |
| 6   | Seattle Sounders FC    | 51  | 34 | 15 | 6  | 13 | 44 | 36 | +8  | 1,50 | 50,0 |                                                                                         |
| 7   | Montreal Impact        | 51  | 34 | 15 | 6  | 13 | 48 | 44 | +4  | 1,50 | 50,0 |                                                                                         |
| 8   | D.C. United            | 51  | 34 | 15 | 6  | 13 | 43 | 45 | –2  | 1,50 | 50,0 |                                                                                         |
| 9   | Los Angeles Galaxy     | 51  | 34 | 14 | 9  | 11 | 56 | 46 | +10 | 1,50 | 50,0 |                                                                                         |
| 10  | Sporting Kansas City   | 51  | 34 | 14 | 9  | 11 | 48 | 45 | +3  | 1,50 | 50,0 |                                                                                         |
| 11  | New England Revolution | 50  | 34 | 14 | 8  | 12 | 48 | 47 | +1  | 1,47 | 49,0 |                                                                                         |
| 12  | Toronto FC             | 49  | 34 | 15 | 4  | 15 | 58 | 58 | 0   | 1,44 | 48,0 |                                                                                         |
| 13  | San José Earthquakes   | 47  | 34 | 13 | 8  | 13 | 41 | 39 | +2  | 1,38 | 46,1 |                                                                                         |
| 14  | Orlando City SC        | 44  | 34 | 12 | 8  | 14 | 46 | 56 | –10 | 1,29 | 43,1 |                                                                                         |
| 15  | Houston Dynamo         | 42  | 34 | 11 | 9  | 14 | 42 | 49 | –7  | 1,24 | 41,2 |                                                                                         |
| 16  | Real Salt Lake         | 41  | 34 | 11 | 8  | 15 | 38 | 48 | –10 | 1,21 | 40,2 |                                                                                         |
| 17  | New York City FC       | 37  | 34 | 10 | 7  | 17 | 49 | 58 | –9  | 1,09 | 36,3 |                                                                                         |
| 18  | Philadelphia Union     | 37  | 34 | 10 | 7  | 17 | 42 | 55 | –13 | 1,09 | 36,3 |                                                                                         |
| 19  | Colorado Rapids        | 37  | 34 | 9  | 10 | 15 | 33 | 43 | –10 | 1,09 | 36,3 |                                                                                         |
| 20  | Chicago Fire           | 30  | 34 | 8  | 6  | 20 | 43 | 58 | –15 | 0,88 | 29,4 |                                                                                         |

## Fase final
Em itálico, o time que possui o mando de campo no primeiro jogo do confronto e em negrito o time classificado.

### Play-offs
| Equipe 1            | Resultado         | Equipe 2               |
| Conferência Leste   | Conferência Leste | Conferência Leste      |
| ------------------- | ----------------- | ---------------------- |
| D.C. United         | 2–1               | New England Revolution |
| Montreal Impact     | 3–0               | Toronto FC             |
| Conferência Oeste   |                   |                        |
| Seattle Sounders FC | 3–2               | Los Angeles Galaxy     |
| Portland Timbers    | (7-6 p) 2–2       | Sporting Kansas City   |

### Semifinais da Conferência
| Equipe 1            | Total             | Equipe 2            | 1.º jogo          | 2.º jogo          |
| Conferência Leste   | Conferência Leste | Conferência Leste   | Conferência Leste | Conferência Leste |
| ------------------- | ----------------- | ------------------- | ----------------- | ----------------- |
| New York Red Bulls  | 2–0               | D.C. United         | 1–0               | 1–0               |
| Columbus Crew       | 4–3               | Montreal Impact     | 1–2               | (3–1 pro)         |
| Conferência Oeste   |                   |                     |                   |                   |
| FC Dallas           | (4-2 p) 3–3       | Seattle Sounders FC | 1–2               | (2–1 pro)         |
| Vancouver Whitecaps | 0–2               | Portland Timbers    | 0–0               | 0–2               |

### Finais da Conferência
| Equipe 1           | Total             | Equipe 2          | 1.º jogo          | 2.º jogo          |
| Conferência Leste  | Conferência Leste | Conferência Leste | Conferência Leste | Conferência Leste |
| ------------------ | ----------------- | ----------------- | ----------------- | ----------------- |
| New York Red Bulls | 1–2               | Columbus Crew     | 0–2               | 1–0               |
| Conferência Oeste  |                   |                   |                   |                   |
| FC Dallas          | 3–5               | Portland Timbers  | 1–3               | 2–2               |

## MLS Cup 2015
| 6 de dezembro | Columbus Crew | 1 – 2     | Portland Timbers              | Mapfre Stadium, Columbus              |
| 16:00 (UTC−5) | Kamara 18'    | Relatório | Valeri 1' · Rodney Wallace 7' | Público: 21 747 Árbitro: Jair Marrufo |

## Premiação
| Major League Soccer de 2019 MLS Cup  |
| ------------------------------------ |
| Portland Timbers Campeão (1º título) |

## Público

### Maiores públicos
- Atualizado com valores de jogos até 28 de outubro de 2015.[5]

Estes são os dez maiores públicos da MLS em 2015:
| Nº | Público | Mandante               | Placar | Visitante              | Estádio           | Data          | Semana |
| -- | ------- | ---------------------- | ------ | ---------------------- | ----------------- | ------------- | ------ |
| 1  | 64 358  | Seattle Sounders FC    | 2–1    | Portland Timbers       | CenturyLink Field | 30 de agosto  | 29     |
| 2  | 62 510  | Orlando City SC        | 1–1    | New York City FC       | Citrus Bowl       | 8 de março    | 1      |
| 3  | 56 097  | Seattle Sounders FC    | 1–1    | Los Angeles Galaxy     | CenturyLink Field | 04 de outubro | 33     |
| 4  | 55 435  | Seattle Sounders FC    | 3–1    | Real Salt Lake         | CenturyLink Field | 25 de outubro | 36     |
| 5  | 53 125  | Seattle Sounders FC    | 0–3    | Vancouver Whitecaps    | CenturyLink Field | 1 de agosto   | 24     |
| 6  | 50 422  | San José Earthquakes   | 3–1    | Los Angeles Galaxy     | Stanford Stadium  | 27 de junho   | 19     |
| 7  | 48 047  | New York City FC       | 1–3    | New York Red Bulls     | Yankee Stadium    | 28 de junho   | 19     |
| 8  | 43 507  | New York City FC       | 2–0    | New England Revolution | Yankee Stadium    | 15 de março   | 2      |
| 9  | 43 179  | Orlando City SC        | 2–1    | New York City FC       | Citrus Bowl       | 16 de outubro | 35     |
| 10 | 42 987  | New England Revolution | 0–1    | Montreal Impact        | Gillette Stadium  | 17 de outubro | 35     |

### Média de público por equipe
| Equipe                 | J   | Total     | Maior  | Menor  | Média  |
| ---------------------- | --- | --------- | ------ | ------ | ------ |
| Seattle Sounders       | 19  | 831 328   | 64 358 | 39 175 | 43 754 |
| Orlando City           | 17  | 558 407   | 62 510 | 23 372 | 32 847 |
| New York City FC       | 17  | 493 358   | 48 047 | 20 461 | 29 021 |
| LA Galaxy              | 17  | 397 668   | 27 000 | 13 391 | 23 392 |
| Toronto FC             | 17  | 396 668   | 30 266 | 16 382 | 23 333 |
| Portland Timbers       | 19  | 401 706   | 21 144 | 21 144 | 21 142 |
| San Jose Earthquakes   | 17  | 356 646   | 50 422 | 18 000 | 20 979 |
| Houston Dynamo         | 17  | 351 187   | 22 651 | 16 018 | 20 658 |
| Vancouver Whitecaps    | 17  | 348 624   | 22 500 | 18 083 | 20 507 |
| Real Salt Lake         | 17  | 342 718   | 20 956 | 18 895 | 20 160 |
| Sporting Kansas City   | 17  | 334 684   | 21 505 | 18 864 | 19 687 |
| New York Red Bulls     | 17  | 334 172   | 25 219 | 12 540 | 19 657 |
| New England Revolution | 17  | 333 652   | 28 811 | 10 668 | 19 627 |
| Montreal Impact        | 19  | 337 466   | 25 245 | 10 035 | 17 761 |
| Philadelphia Union     | 17  | 296 674   | 18 883 | 15 374 | 17 451 |
| Columbus Crew          | 17  | 288 747   | 21 341 | 10 302 | 16 985 |
| D.C. United            | 19  | 307 231   | 20 043 | 11 218 | 16 170 |
| FC Dallas              | 17  | 272 221   | 21 907 | 12 640 | 16 013 |
| Chicago Fire           | 17  | 272 043   | 20 124 | 11 196 | 16 003 |
| Colorado Rapids        | 17  | 266 168   | 18 597 | 10 439 | 15 657 |
| MLS                    | 268 | 7 521 368 | 64 358 | 10 035 | 21 613 |

Fonte: MLS Soccer

## Estatísticas
Atualizado em 14 de dezembro de 2015
| Pos. | Jogador            | Time                 | Gols |
| ---- | ------------------ | -------------------- | ---- |
| 1    | Sebastian Giovinco | Toronto FC           | 22   |
| 1    | Kei Kamara         | Columbus Crew        | 22   |
| 3    | Robbie Keane       | Los Angeles Galaxy   | 20   |
| 4    | David Villa        | New York City FC     | 18   |
| 5    | Cyle Larin         | Orlando City SC      | 17   |
| 5    | Wright-Phillips    | New York Red Bulls   | 17   |
| 7    | Fanendo Adi        | Portland Timbers     | 16   |
| 7    | Chris Wondolowski  | San José Earthquakes | 16   |
| 9    | Obafemi Martins    | Seattle Sounders FC  | 15   |
| 10   | Jozy Altidore      | Toronto FC           | 13   |
| 11   | Dom Dwyer          | Sporting Kansas City | 12   |
| 11   | Ethan Finley       | Columbus Crew        | 12   |
| 13   | Will Bruin         | Houston Dynamo       | 11   |
| 13   | Didier Drogba      | Montreal Impact      | 11   |

| Pos. | Jogador            | Time                   | Assist. |
| ---- | ------------------ | ---------------------- | ------- |
| 1    | Sebastian Giovinco | Toronto FC             | 13      |
| 2    | Benny Feilhaber    | Sporting Kansas City   | 11      |
| 2    | Ethan Finley       | Columbus Crew          | 11      |
| 4    | Cristian Maidana   | Philadelphia Union     | 10      |
| 5    | Brad Davis         | Houston Dynamo         | 9       |
| 5    | Clint Dempsey      | Seattle Sounders FC    | 9       |
| 5    | Sacha Klještan     | New York Red Bulls     | 9       |
| 5    | Javier Morales     | Real Salt Lake         | 9       |
| 9    | Mario Díaz         | FC Dallas              | 8       |
| 9    | Lee Nguyen         | New England Revolution | 8       |
| 11   | Fabián Castillo    | FC Dallas              | 7       |
| 11   | Fabián Espíndola   | D.C. United            | 7       |
| 11   | Robbie Keane       | Los Angeles Galaxy     | 7       |
| 11   | Dax McCarty        | New York Red Bulls     | 7       |
| 11   | Ignacio Piatti     | Montreal Impact        | 7       |

## Transmissão

### Brasil
A ESPN Brasil adquiriu os direitos de transmissão de algumas partidas da competição. Dessa maneira, a ESPN ficará responsável por transmitir um total de 33 partidas da liga de futebol da América do Norte nessa temporada.
Além dos canais ESPN, a Globosat também anunciou parceria com a MLS para a transmissão de jogos. Como parte desse acordo de quatro anos, a provedora de televisão via cabo e satélite vai transmitir pelo menos dois jogos da MLS por semana, o Jogo das Estrelas da MLS AT&T, ao menos uma partida do Dia Decisivo (Decision Day), metade dos jogos dos Playoffs e a grande final, batizada de Copa MLS, distribuídos, em anos alternados, pelos canais SporTV, SporTV2 e SporTV3. Além disso, a Globosat promoverá jogos, reportagens e conteúdo específico em suas plataformas digitais. Essa parceria inovadora amplifica a exposição da MLS no país mais populoso da América Latina em conjunto com o atual acordo com a ESPN Brasil, detentora de direitos incorporada ao acordo local com a ESPN americana.